# Casa de Borbón-Dos Sicilias
La casa de Borbón-Dos Sicilias es una de las ramas italianas de la casa de Borbón española, descendiente de la dinastía de los Capetos por línea paterna y cuya denominación proviene de la sumatoria del nombre de la casa principal o de Borbón y del nombre del Reino de las Dos Sicilias, que surgió de la unión del Reino de Sicilia y el Reino de Nápoles.

## Reino de las Dos Sicilias
El origen del nombre Dos Sicilias se remonta a la llegada a Italia de Carlos I de Anjou en 1259, quien recibió del papa Clemente IV el título de Utriusque Siciliae Rex o rey de las Dos Sicilias.
Después de la revuelta de las Vísperas sicilianas contra la dinastía de Anjou, ocurrida en el año 1282, el reino fue dividido en dos partes: la isla siciliana quedó gobernada por reyes aragoneses, mientras, la parte peninsular, siguió siendo gobernada por los Anjou. 
El Reino de las Dos Sicilias surgió nuevamente gracias a la unificación del Reino de Sicilia con el Reino de Nápoles, lograda por el rey Alfonso V de Aragón en 1442. 
A su muerte se dividió el reino en dos: el Reino de Nápoles quedó para su hijo bastardo Fernando y, el Reino de Sicilia insular, quedó para su hermano Juan II de Aragón.
Esta rama menor de los borbones españoles, fue fundada por Carlos de Borbón en 1734, cuando conquistó los dos reinos.
A la muerte de su hermano Fernando VI de España, Carlos cedió los tronos de Nápoles y de Sicilia a su tercer hijo Fernando (IV de Nápoles y III de Sicilia) en 1759 para poder ceñirse la corona española.
Después el Congreso de Viena, en 1816, se oficializó la unión del Reino de Sicilia y del Reino de Nápoles, y Fernando I de las Dos Sicilias utilizó el nombre de "Dos Sicilias" para denominar el nuevo reino, hasta el 1861.

## Reyes de la casa de Borbón en Nápoles y Sicilia

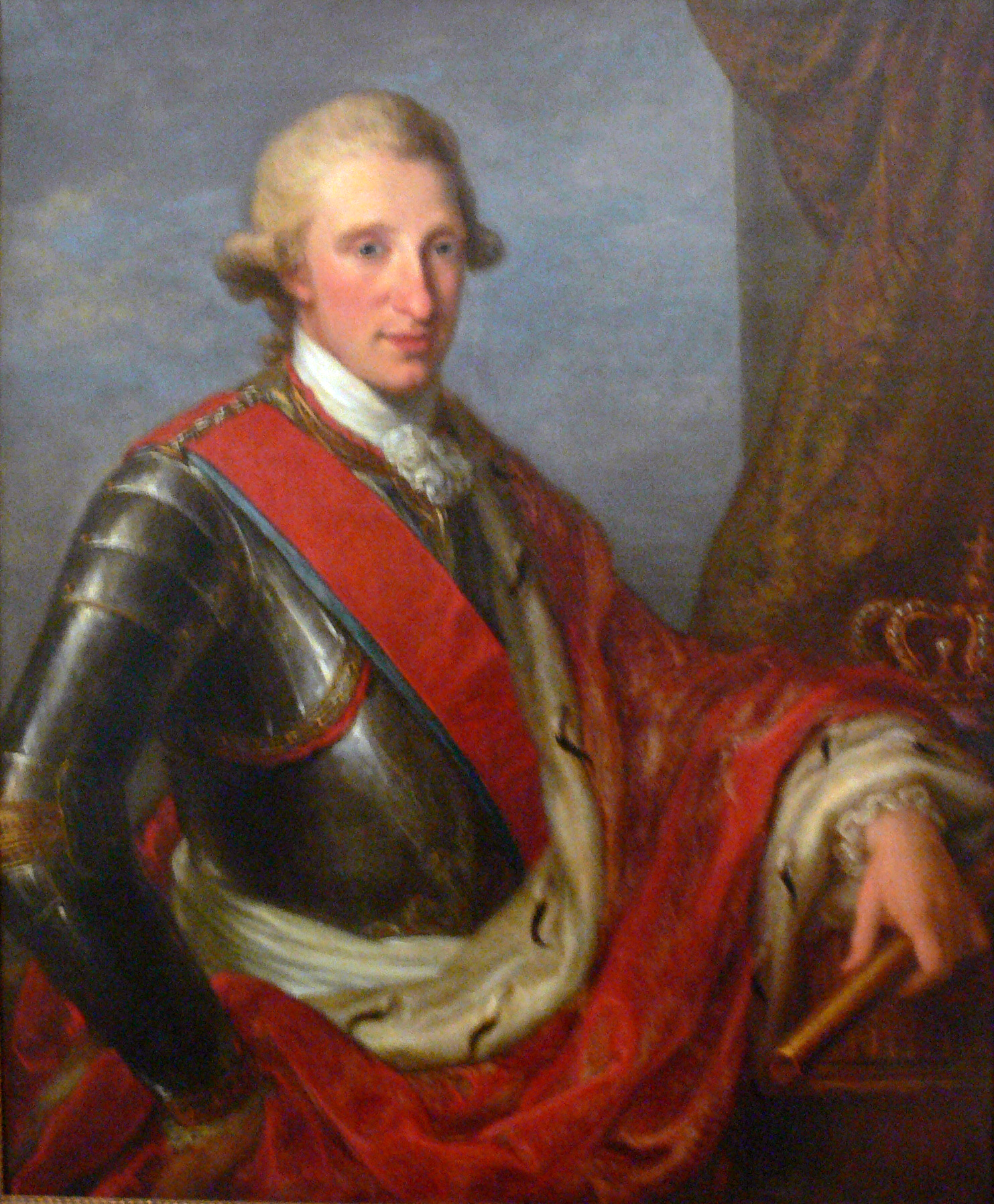
Fernando I, fundador de la casa de Borbón-Dos Sicilias.

El primer rey Borbón de Nápoles-Sicilia fue Carlos I, duque de Parma, que asumió el trono de Nápoles como Carlos VII y el de Sicilia como Carlos V. Era hijo de Felipe V de España y de su segunda esposa Isabel de Farnesio. 
- Carlos VII de Nápoles y V de Sicilia (1734 - 1759)
- Fernando IV de Nápoles y III de Sicilia (1759-1799; 1799-1806; 1815-1816 y 1759-1816)

## Reyes de la casa de Borbón en las Dos Sicilias
- Fernando I de las Dos Sicilias (1816-1825)
- Francisco I de las Dos Sicilias (1825-1830)
- Fernando II de las Dos Sicilias (1830-1859)
- Francisco II de las Dos Sicilias (1859-1861)

## Pretendientes al trono de las Dos Sicilias
Jefes de la casa real de las Dos Sicilias:
- Francisco II, último rey de las Dos Sicilias (1861-1894), sin descendencia masculina le sucedió su hermano:

- Príncipe Alfonso de Borbón-Dos Sicilias, conde de Caserta, Alfonso I (1894-1934), le sucedió su hijo:

- Príncipe Fernando Pío de Borbón-Dos Sicilias, duque de Calabria, Fernando III (1934-1960), murió sin descendencia masculina. Le sucedió su tío:

- Príncipe Raniero de Borbón-Dos Sicilias, Raniero I (1960-1973). Aunque se le achaca "matrimonio morganático", el mismo no existía en el Reino de las Dos Sicilias, en el que sólo era exigible le "beneplácito real" previo al matrimonio.[1] Le sucedió su hijo:

- Príncipe Fernando María de Borbón-Dos Sicilias, Fernando IV (1926-2008), le sucedió su hijo:

- Príncipe Carlos María de Borbón-Dos Sicilias,  (1963-presente), duque de Castro y de Calabria, por sucesión legítima de su padre.

Heredera:
- Príncesa María Carolina de Borbón-Dos Sicilias, (2003- presente), duquesa de Palermo, hija del anterior.

## Conflicto sucesorio
Al morir el príncipe Fernando III sin descendencia masculina en 1960, dos parientes suyos reclamaron su sucesión.  El infante Alfonso de España, a pesar de que se encontraba excluido de la línea de sucesión por la renuncia de su padre, Carlos Tancredo, se enfrentó a su tío, el  príncipe Raniero, por la sucesión de la jefatura de la casa real.  El infante Carlos Tancredo, había renunciado a sus derechos dinásticos para casarse con la Infanta María de las Mercedes de España, dos veces princesa de Asturias y heredera al trono español, en el documento conocido como Acta de Canes. Mientras tanto el príncipe Raniero contrajo matrimonio  con la condesa María Carolina Zamoyska, por lo que, algunos estimaron que, al ser dicho matrimonio morganático, no pudo transmitir sus derechos dinásticos a sus descendientes y que quedaron excluidos de la línea de sucesión. Pero tal tipo de matrimonio no existía en el Reino de las Dos Sicilias en el que sólo era exigible el previo "beneplácito regio", de acuerdo con el artículo 70 de la Constitución de 1848, por el que obtuvo carácter constitucional el artículo 5 del Acto soberano de 7/04/1829 que decía:
“Nel Regno delle Due Sicilie i figliuoli e le figliuole del Re, i suoi nipoti e pronipoti dell'uno e dell'altro sesso discendenti da maschio, e finalmente le sorelle, gli zii, e le zie del Re, avranno bisogno del precedente sovrano beneplacito per contrarre matrimonio, qualunque fosse la loro età. Il difetto del sovrano beneplacito renderà il matrimonio non produttivo di effetti politici e civili”.
Actualmente se conocen como la línea hispana o alfonsina a los descendientes del infante Alfonso, liderados por Pedro de Borbón-Dos Sicilias y Orleans, grande de España, y duque de Calabria, y la línea ranierista o napolitana a los descendientes del príncipe Raniero, liderados por Carlos de Borbón-Dos Sicilias, duque de Castro y de Calabria.
Si bien Francisco Felipe de Borbón-Dos Sicilias y Würtemberg, alegando su descendencia del rey Fernando II de las Dos Sicilias, por vía de matrimonio dinástico de sus ascendientes (Antonio, Gabriel y Alfonso, conde de Caserta) y que ninguno de ellos ha renunciado a la corona duosiciliana, ha reivindicado para sí la jefatura de la real casa, y por lo tanto el maestrazgo de las órdenes dinásticas, tal reivindicación carece absolutamente de fundamento legal con base en las siguientes consideraciones:
1. Su abuelo, Gabriel de Borbón-Dos Sicilias y Borbón-Dos Sicilias (*11/01/1987 – +22/10/1975), era hermano menor de Raniero de Borbón-Dos Sicilias y Borbón-Dos Sicilias (*Cannes, 3/12/1883 – +Lacombe, 13/01/1973), al cual, de acuerdo con las leyes que rigen la sucesión en la real familia duosiciliana (Costituzione del Regno delle Due Sicilie del 10 febbraio 1848 y Prammatica de 6 ottobre 1759) corresponde la jefatura de la real casa y el gran maestrazgo de la SMOCSG y demás órdenes dinásticas.
2. Aunque es cierta la atribución de morganático al matrimonio de Raniero, tal atributo carece de trascendencia jurídica en el seno de la familia real duosiciliana, en la que sólo el Regio beneplácito, previo al matrimonio, era (y es) obligatorio, castigándose su falta con la pérdida de los derechos dinásticos. Además, si así no fuera, el propio Francisco Felipe estaría afectado del mismo “defecto” ya que su abuela, Doña Margarita Isabel Czartoryski (*17/08/1902 – +8/03/1929), madre de su padre Antonio, procedía del matrimonio morganático de Adan Luis Czartoryski con la condesa María Luisa Krasińska, y ello sin contar con que él mismo está casado morganáticamente con Alejandra María von Schönborn-Wiesentheid, matrimonio para el que no obtuvo el "regio beneplacito".[5]
3. En la carta-manifiesto de los príncipes de la casa real de las Dos Sicilias, de 30 de mayo de 1960, se dice textualmente “che consequentemente Sua Alteza Reale il Principe Ranieri di Borbone delle Due Sicilie, Duca di Castro, fratello del defunto Duca di Calabria, per successione del comune padre S. A. R. Don Alfonso di Borbone Conte di Caserta, a sua volta succeduto al germano Sua Maestà il Re Francesco II delle Due Sicilie, è attualmente il Capo della Reale Casa e Famiglia di Borbone delle Due Sicilie, e come tale è il  Gran Maestro del Sacro Militare Ordine Costantiniano di San Giorgio, e tale indicato del defunto Duca di Calabria nel suo testamento ológrafo, datato Lindau, 15 febbraio 1950, e reconosciuto da tutti i membri oggi viventi della Reale Famiglia delle Due Sicilie”, carta que figura firmada, entre otros, por “Gabriele di Borbone delle Due Sicilie”, lo que supuso de facto para él, en virtud de la doctrina de los actos propios (“venire contra facta propria non licet”), la renuncia tácita a cualquier derecho dinástico sobre la real casa y familia de las Dos Sicilias, renuncia cuyos efectos alcanzan irremisiblemente a su nieto y sucesor, Francisco Felipe.[6]

## Pretendientes de la ramaAlfonsina
- Alfonso María de Borbón-Dos Sicilias y Borbón, Alfonso II (1960-1964)
- Carlos María de Borbón-Dos Sicilias y Borbón-Parma, Carlos I (1964-2015)
- Pedro Juan de Borbón-Dos Sicilias y Orleans, Pedro I (2015-presente)

### Línea de sucesión
Fernando III (1869-1960), último jefe indiscutido de la casa real de las Dos Sicilias.
- Infante Carlos de España (1870-1949), hermano del anterior (renunció a sus derechos).

- - Infante Alfonso de España (1901-1964)
    - Infante Carlos de España (1938-2015)
      - Pedro de Borbón y Orleans (1968)
        - (1). Jaime de Borbón y Landaluce (1993)
        - (2). Juan de Borbón y Landaluce (2003)
        - (3). Pablo de Borbón y Landaluce (2004)
        - (4). Pedro de Borbón y Landaluce (2007)
- Príncipe Raniero de las Dos Sicilias (1883-1973)
  - Fernando de Borbón y Zamoyski (1926-2008)
    - (5). Carlos de Borbón y Chevron-Villette (1963)
- Príncipe Gabriel de las Dos Sicilias (1897-1975)
  - Príncipe Antonio de las Dos Sicilias (1929-2019)
    - (6). Príncipe Francisco Felipe de las Dos Sicilias (1960)
      - (7). Príncipe Antonio Cayetano de las Dos Sicilias (2003)

    - (8). Príncipe Gennaro de las Dos Sicilias (1966)

  - (9). Príncipe Casimiro de las Dos Sicilias (1938)
    - (10). Príncipe Luís de las Dos Sicilias (1970)
      - (11). Pablo Afonso de Borbón (2014)

## Pretendientes de la ramaRanierista
- Rainiero María de Borbón-Dos Sicilias y Borbón-Dos Sicilias, Rainiero I (1960-1966)
- Fernando María de Borbón-Dos Sicilias y Zamoyski, Fernando IV (1966-2008)
- Carlos María de Borbón Dos-Sicilias y Chevron-Villet, Carlos I (2008-presente)

### Línea de sucesión
El 14 de mayo de 2016 el duque de Castro decidió modificar las reglas sucesorias, pasando de una regla semi-sálica a la regla de la primogenitura absoluta. Con esta decisión, anunciada en la Basílica de San Pedro en Roma, su hija María Carolina se transformaría en su heredera.
- Fernando III (1869-1960) último jefe indiscutido de la casa real

- Príncipe Raniero de las Dos Sicilias (1883-1973)
  - Fernando de Borbón y Zamoyski (1926-2008)
    - Carlos de Borbón y Chevron-Villette (1963)
      - (1) María Carolina de Borbón y Crociani(2003)
      - (2) María Clara de Borbón y Crociani (2005)

    - (3) Beatriz de Borbón y Chevron-Villette (1950)
      - (4) Juan Cristóbal Napoleón, príncipe Napoléon (1986)
      - (5) Princesa Carolina Bonaparte (1980)
        - (6) Augustín Quérénet-Onfroy de Breville (2013)
        - (7) Elvire Quérénet-Onfroy de Breville (2010)

    - (8) Ana de Borbón y Chevron-Villette (1957)
      - (9) Nicolás Cochin (1979)
      - (10) Dorotea Cochin (1985)
- Príncipe Gabriel de las Dos Sicilias (1897-1975)
  - Príncipe Antonio de las Dos Sicilias (1929-2019)
    - (11). Príncipe Francisco Felipe de las Dos Sicilias (1960)

## Genealogía

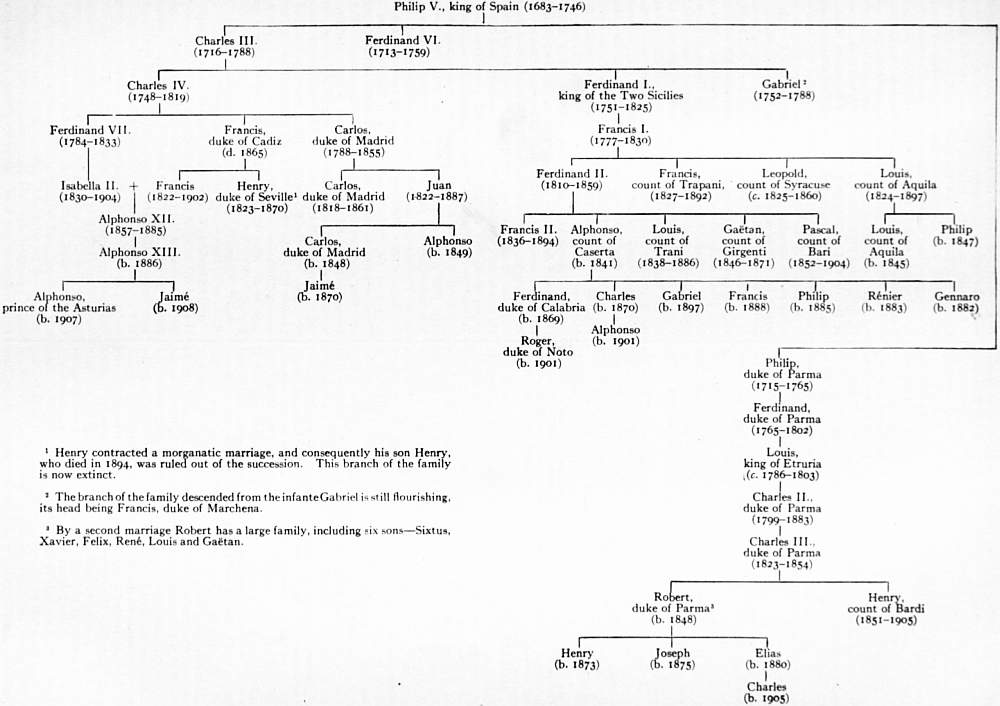